# Zhouta
Zhouta (kinesiska: 舟塔, 舟塔乡) är en socken i Kina. Den ligger i den autonoma regionen Ningxia, i den nordvästra delen av landet, omkring 120 kilometer sydväst om regionhuvudstaden Yinchuan. Antalet invånare är 23 794. Befolkningen består av 11 696 kvinnor och 12 098 män. Barn under 15 år utgör 20,0 %, vuxna 15-64 år 72 %, och äldre över 65 år 7,0 %.
Genomsnittlig årsnederbörd är 335 millimeter. Den regnigaste månaden är september, med i genomsnitt 66 mm nederbörd, och den torraste är december, med 1 mm nederbörd.